# Wareham
Wareham är en köping och, med namnet Wareham Town, en civil parish i Dorset i England. Den ligger vid floderna Frome och Piddle, nära Poole Harbour, ca 13 km sydväst om staden Poole. Warehams befolkning är 8417.
Staden är belägen på en strategisk plats mellan de båda floderna, vid Pooles hamn och har därför en lång historia. Stadens äldsta gator följer ett typiskt romerskt rutmönster, men den nuvarande staden grundades av saxare. Stadens äldsta delar är stadsmurarna som byggdes av  Alfred den store på 800-talet för att försvara staden mot vikingar. Wareham var en kunglig begravningsplats och kung Beorhtric ligger begraven här och dessutom finns här Edvard Martyrens kista från 978. Floden Frome har en liten hamn och staden var en hamnstad i århundraden då båtarna var mindre.
Efter Monmouthupproret 1685 blev Wareham en av de städer där Domare Jeffreys höll de blodiga rättegångarna, då förrädare hängdes på stadsmurarna.
1762 förstördes 2/3 av staden i en brand och återuppbyggdes i georgiansk stil, med röd tegelsten och kalksten från Purbeck. De romerska gatunätet bevarades och staden är indelad i fyra delar med två huvudgator som korsar varandra i rät vinkel. De medeltida fattighusen överlevde branden och några av de georgianska fasaderna döljer äldre byggnader som också räddades.
På grund av begränsade möjligheter att utvidga staden, då den är omgiven av floder och myrmark, växte den mindre under 1900-talet jämfört med till exempel närliggande Poole som växte kraftigt. 
I närheten av staden ligger militärlägret Bovington där Lawrence av Arabien omkom i en motorcykelolycka. I St. Martins kyrka finns en skulptur av honom och han är begraven på Mortonkyrkogården. Varje år läggs ett antal röda rosor på hans grav, alltid en mer än det föregående året. 
Marknaden som började hållas på 1600-talet, hålls fortfarande varje torsdag.
Corfe Castle ligger ca 8 kilometer söder om staden.